# PRISMA (asociación)
PRISMA (Asociación para la Diversidad afectivo-sexual y de género en Ciencia, Tecnología e Innovación) es una ONG española dedicada a promover la diversidad afectivo-sexual y de género en los ámbitos de la ciencia, la tecnología y la innovación. Fundada en 2019 en el Planetario de Pamplona, donde tiene su sede oficial, es una asociación de ámbito estatal con una delegación en Barcelona y colaboraciones con diferentes comunidades autónomas y el Ministerio de Ciencia e Innovación.

## Objetivos
El principal objetivo de la asociación es fomentar la visibilidad e inclusión de las personas LGTBIQA+ en el campo científico, técnico y de innovación. Además, trabaja para impulsar una ciencia y tecnología más inclusiva en sus perspectivas y estudios,así como para combatir discursos pseudocientíficos dirigidos contra la diversidad.

## Actividades destacadas
Desde 2020, en colaboración con Wikiesfera, ha organizado varias editatonas para aumentar la presencia de personas LGTBIAQ+ del ámbito de la ciencia y la tecnología en Wikipedia.
Durante la proyección, discusión y tramitación de la llamada Ley Trans (de 2020 a 2023), PRISMA tuvo un papel muy activo desmontando bulos en torno a las personas trans, generando materiales divulgativos y colaborando con diferentes medios de comunicación.
En 2021, organizó por primera vez las jornadas "Señoras LBT+ en Ciencia, Tecnología e Innovación", un evento anual en torno al Día de la Visibilidad Lésbica que busca visibilizar el trabajo de mujeres LBT en investigación, y proporcionar un espacio seguro para el intercambio de experiencias.
En el ámbito de la salud, PRISMA firmó en 2023 un convenio con el Consejo General de Médicos de España para mejorar la formación del personal médico en la atención a las personas LGTBIAQ+. Este acuerdo contempla la elaboración y difusión de guías, estudios técnicos y observatorios, así como el desarrollo de programas sobre ética, la deontología y las buenas prácticas profesionales. También promueve la acreditación de actividades formativas y otras iniciativas alineadas con los objetivos de ambas entidades.
La asociación ha diseñado un conjunto de medidas para fomentar la igualdad e inclusión de personas LGTBIQA+ en centros de investigación. Entre estas medidas se incluye la difusión de información sobre diversidad LGTBI+; la garantía de espacios seguros para denunciar discriminación; asegurar la igualdad de oportunidades laborales y establecer protocolos para la gestión de la transición de personas trans en el centro de investigación. Además, apuesta por la creación de baños neutros, el rechazo a discursos pseudocientíficos, la visibilización de referentes LGTBIQA+ en ciencia y tecnología, la integración de una perspectiva interseccional y la formación de equipos diversos para reducir sesgos.
Desde 2020, PRISMA organiza anualmente las Conferencias PRISMA, un encuentro donde investigadores e investigadoras LGTBIQA+ presentan sus trabajos e intercambiar experiencias, fomentando una red de apoyo dentro de la comunidad científica.